# Žirovnica (Serbia)
Žirovnica (cyr. Жировница) – wieś w Serbii, w okręgu szumadijskim, w gminie Batočina. W 2011 roku liczyła 742 mieszkańców.